# Glenn T. Seaborg

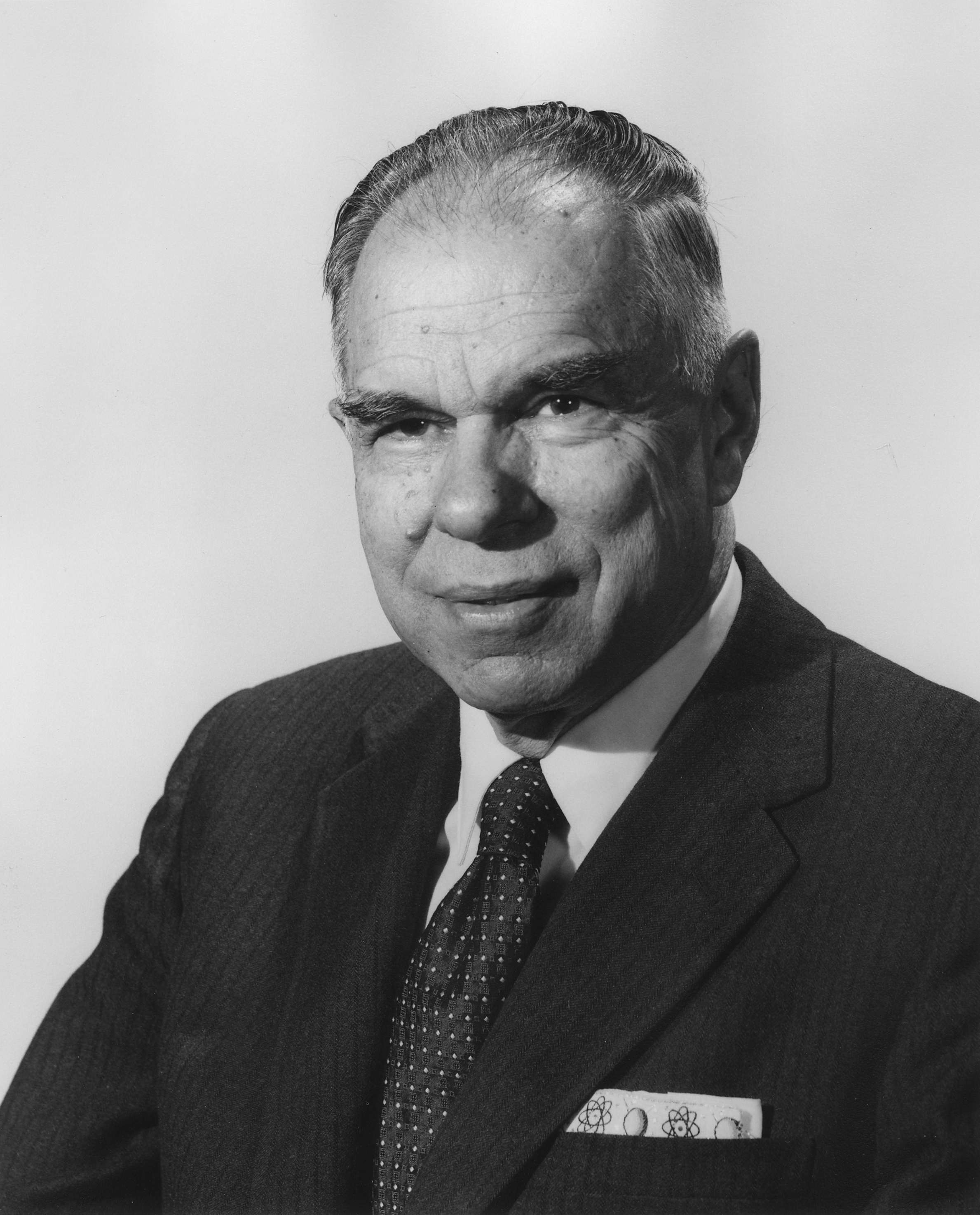
Glenn T. Seaborg

Glenn Theodore Seaborg (* 19. April 1912 in Ishpeming, Marquette County, Michigan; † 25. Februar 1999 in Lafayette, Kalifornien) war ein US-amerikanischer Kernphysiker und Kernchemiker. Er war an der Entdeckung der Elemente Plutonium, Americium, Curium, Berkelium, Californium, Einsteinium, Fermium, Mendelevium, Nobelium und des nach ihm benannten Seaborgium beteiligt. Für seine Arbeiten zur Isolierung und Identifizierung von Transuranen wurde er 1951 mit dem Nobelpreis für Chemie ausgezeichnet.

## Persönliches
Glenn Seaborg studierte an der University of California, Los Angeles (Bachelor 1934) und an der University of California, Berkeley, wo er 1937 promovierte. Hier wurde er 1939 Instructor, 1941 Assistant Professor und 1945 Professor der Chemie. Ab 1971 hatte er den Rang eines University Professor. 1958 bis 1961 war er Kanzler der Universität.
Er entdeckte über 100 Isotope chemischer Elemente und war an der Entdeckung der Transurane beteiligt. Er war einer der Mitunterzeichner des Franck-Reports, der sich gegen die Anwendung der Atombombe im Krieg gegen Japan aussprach.
1942 heiratete Seaborg die Sekretärin Helen Griggs. Wegen des Krieges in Eile, stiegen sie in Nevada aus dem Zug von Los Angeles nach Chicago, um zu heiraten. Es stellte sich aber heraus, dass der Ort, wo sie ausgestiegen waren, kein Standesamt hatte. Sie mussten daher mit einem Postlastwagen in die nächste Stadt fahren. Seaborg hatte mit Helen sechs Kinder und begeisterte sich für Sport; Golf war sein liebstes Hobby. Von 1961 bis 1971 war er Vorsitzender der United States Atomic Energy Commission.
1998 erlitt er einen Schlaganfall und starb am 25. Februar 1999 in Lafayette in Kalifornien. Seine 90 Tagebücher werden in der Library of Congress aufbewahrt.

## Auszeichnungen
1951 erhielt er zusammen mit dem Physiker Edwin Mattison McMillan den Nobelpreis für Chemie „für ihre Entdeckungen in der Chemie der Transuranelemente“.
1980 führte er als erster die Transmutation von Bismut zu Gold durch, ein Ziel, das Alchemisten auf der Suche nach dem Stein der Weisen jahrhundertelang vergeblich zu erreichen versuchten.
Neben der höchsten Auszeichnung, dem Nobelpreis, erhielt Seaborg viele weitere Anerkennungen, einschließlich ungefähr 20 Ehrendoktorwürden, etlicher Medaillen und einer Ehrenmitgliedschaft in der Chemical Society in London.
Das chemische Element 106 (früher Unnilhexium) erhielt zu seinen Ehren im Jahr 1997 den Namen Seaborgium (Sg). Seaborg ist der erste Mensch, der noch lebte, als ein Element nach ihm benannt wurde. Siehe auch: Elementnamensgebungskontroverse.
Zum Zeitpunkt der Benennung des Elements 106 nach ihm merkte die Zeitschrift Discover an, es wäre nun möglich einen Brief an ihn zu adressieren, nur unter Verwendung von chemischen Elementen:
Seaborgium, Lawrencium (für das Lawrence Berkeley Laboratorium, an dem er wirkte), Berkelium, Californium, Americium.
Seit 1948 war er Mitglied der National Academy of Sciences, 1952 wurde er in die American Philosophical Society und 1958 in die American Academy of Arts and Sciences gewählt. 1959 erhielt er den Enrico-Fermi-Preis und 1991 die National Medal of Science. 1959 wurde er Ehrenmitglied (Honorary Fellow) der Royal Society of Edinburgh. 1968 wurde er als korrespondierendes Mitglied in die Bayerische Akademie der Wissenschaften aufgenommen. Seaborg war ab 1973 Mitglied der Deutschen Akademie der Naturforscher Leopoldina. 1985 wurde er zum auswärtigen Mitglied („Foreign Member“) der Royal Society gewählt.
Die Glenn T. Seaborg Medal der UCLA für herausragende Leistungen in Chemie und Biochemie ist nach ihm benannt und er war 1987 der erste Preisträger. Ihm zu Ehren wird der Glenn T. Seaborg Award for Nuclear Chemistry der American Chemical Society seit 1955 vergeben.

## Schriften (Auswahl)
- mit Joseph J. Katz: The chemistry of the Actinide elements. Chapman and Hall, London u. a. 1957.
- Man Made Transuranium Elements. Prentice Hall, Englewood Cliffs NJ 1963.
  - Transurane. Synthetische Elemente. Franckh u. a., Stuttgart 1966.
- mit Earl K. Hyde und Isadore Perlman: The nuclear properties of the heavy elements. 3 Bände (Bd. 1: Systematics of nuclear structure and radioactivity. Bd. 2: Detailed radioactivity properties. Bd. 3: Fission phenomena). Prentice-Hall, Englewood Cliffs NJ 1964.
- Public Service and Human Contributions. In: Isidor I. Rabi, Robert Serber, Victor F. Weisskopf, Abraham Pais, Glenn T. Seaborg: Oppenheimer. Scribner, New York NY 1969, S. 63–66.
- Nuclear Milestones. A Collection of Speeches. Freeman, San Francisco CA 1972, ISBN 0-7167-0342-4.
- Kennedy, Khrushchev and the Test Ban. With the Assistance of Benjamin S. Loeb. Foreword by W. Averell Harriman. University of California Press, Berkeley CA u. a. 1981, ISBN 0-520-04332-4.
- mit Walter D. Loveland: The elements beyond Uranium. Wiley, New York NY u. a. 1990, ISBN 0-471-89062-6.
- mit Ray Colvig: Chancellor at Berkeley. University of California – Institute of Governmental Studies Press, Berkeley CA 1994, ISBN 0-87772-343-5.
- Modern Alchemy. Selected Papers of Glenn T. Seaborg (= World Scientific Series in 20th Century Physics. 2). World Scientific, Singapore u. a. 1994, ISBN 981-02-1440-5.
- Transuranium Elements: Past, present and future. In: Accounts of Chemical Research. Bd. 28, Nr. 6, 1995, S. 257–264, doi:10.1021/ar00054a003.